# Szaukatlijja
Szaukatlijja (arab. شوكتلية) – wieś w Syrii, w muhafazie Hims. W 2004 roku liczyła 318 mieszkańców.